# Anolis porcus
Espèce
Synonymes
- Chamaeleolis porcus Cope, 1864
- Xiphosurus porcus (Cope, 1864)

Anolis porcus est une espèce de sauriens de la famille des Dactyloidae. 

## Répartition
Cette espèce est endémique de l'Est de Cuba.

## Description
Les mâles mesurent jusqu'à 162 mm et les femelles jusqu'à 171 mm.

## Publication originale
- Cope, 1864 : Contributions to the herpetology of tropical America. Proceedings of the Academy of Natural Sciences of Philadelphia, vol. 16, p. 166-181 (texte intégral).